# 訃報 2009年1月
訃報 2009年1月（ふほう 2009ねん1がつ）では、2009年1月中に物故した、又は物故が報じられた人物についてまとめる。

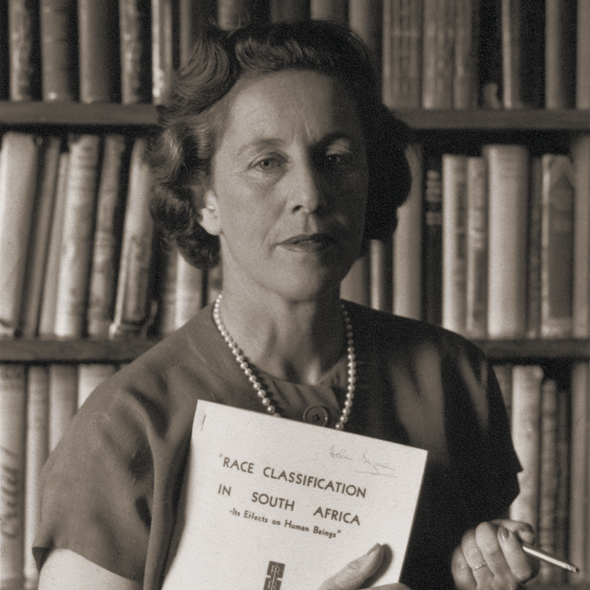
ヘレン・スズマン／1月1日没

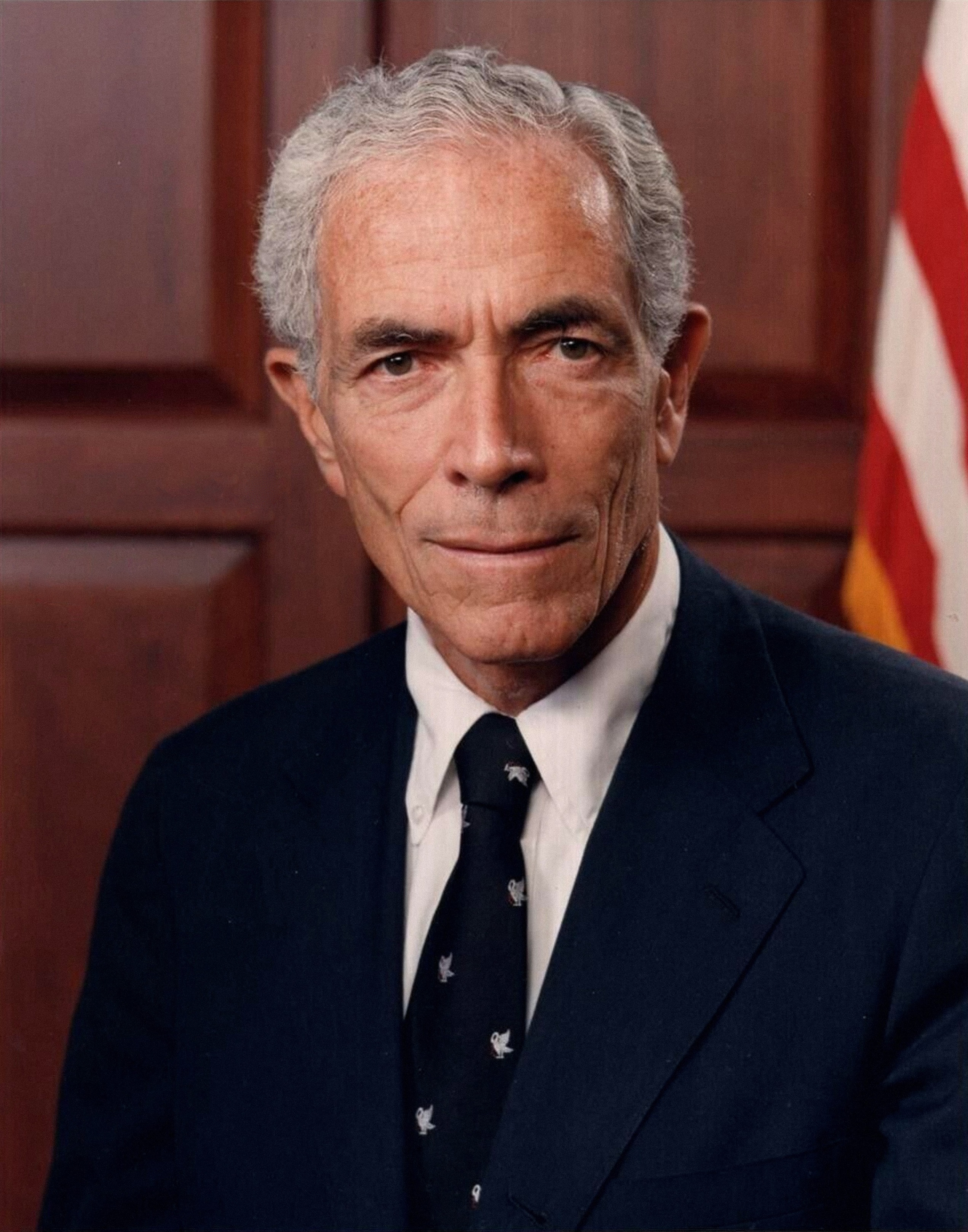
クレイボーン・ペル／1月1日没

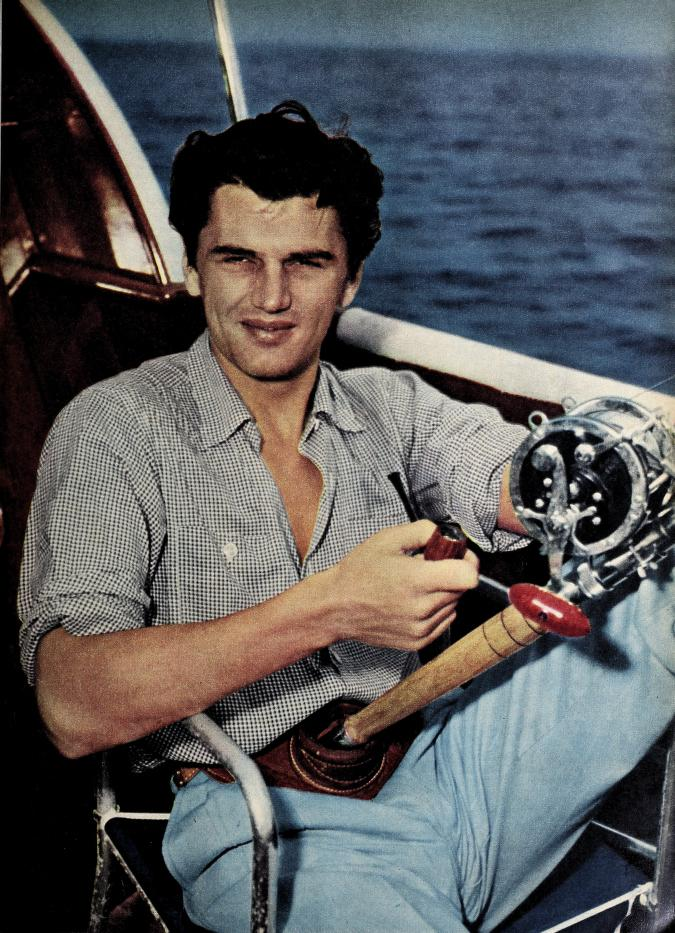
エドマンド・パードム／1月1日没

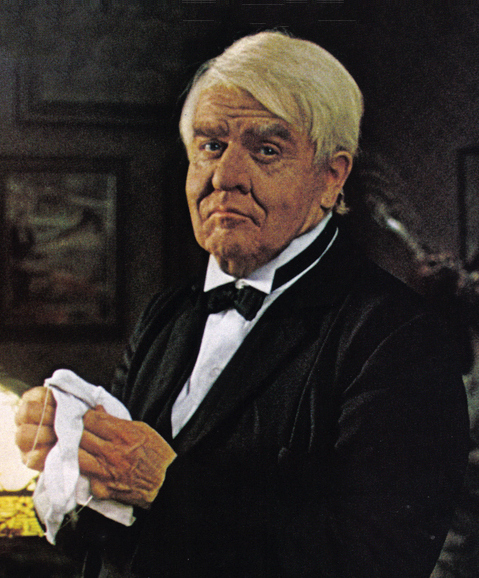
パット・ヒングル／1月3日没

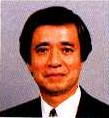
柿澤弘治／1月27日没

## （1日 - 15日）
- 1月1日 - アールネ・アルヴォネン、フィンランドのスーパーセンテナリアン、同国史上最高齢の人物（* 1897年）
- 1月1日 - ヘレン・スズマン[1]、南アフリカ共和国の反アパルトヘイト運動家（* 1917年）
- 1月1日 - クレイボーン・ペル、元アメリカ合衆国上院議員（* 1918年）
- 1月1日 - エドマンド・パードム、イギリスの俳優（* 1924年）
- 1月1日 - ヨハネス・マリオ・ジンメル、オーストリアの作家（* 1924年）
- 1月1日 - 北大象、書家（* 1930年）
- 1月1日 - 野口恭、元ボクシング日本フライ級王者（* 1939年）
- 1月1日 - ロン・アシュトン、アメリカ合衆国のギタリスト（* 1948年）
- 1月1日 - 左近径介、日本のリュート奏者（* 1949年）
- 1月1日 - ニザール・ラヤーン、ハマース幹部（* 1959年）
- 1月2日 - マリア・デ・ジェズス、長寿世界一の人物（* 1893年）
- 1月2日 - 宮崎信義、歌人（* 1912年）
- 1月2日 - 堀田一郎、中日新聞社元副社長、中日ドラゴンズ球団元社長（* 1925年）
- 1月2日 - 平木隆三、元サッカー選手、サッカー指導者、元名古屋グランパスエイト監督（* 1931年）
- 1月2日 - インゲル・クリステンセン（Inger Christensen）、デンマークの詩人（* 1935年）
- 1月2日 - スティーヴン・ギルボーン（Steven Gilborn）、アメリカ合衆国の俳優（* 1936年）
- 1月2日 - 市川治、声優（* 1936年）
- 1月2日 - ケーシー・ランキン、アメリカ合衆国のミュージシャン、ロックバンド『SHŌGUN』メンバー（* 1946年）
- 1月3日 - 李作鵬、元中国人民解放軍副総参謀長（* 1914年）
- 1月3日 - 蝦名賢造、財政学者、伝記作家、獨協大学名誉教授（* 1918年）
- 1月3日 - パット・ヒングル、アメリカ合衆国の俳優（* 1924年）
- 1月3日 - 平井謙介、九州商船元会長（* 1924年）
- 1月3日 - アラン・ウォルターズ、イギリスの経済学者（* 1926年）
- 1月3日 - 葉室賴昭、宮司、医師（* 1927年）
- 1月3日 - オルガ・サン・ファン（Olga San Juan）、アメリカ合衆国の女優（* 1927年）
- 1月3日 - 近藤照久、東洋炭素会長（* 1928年）
- 1月3日 - チャールズ・カミレーリ、マルタの作曲家（* 1931年）
- 1月3日 - 永田寿康、日本の政治家、大蔵官僚、元衆議院議員（* 1969年）
- 1月4日 - 五十嵐庄治、日本の政治家、元北海道小平町長（* 1912年）
- 1月4日 - 范瑾（范瑾）、中華人民共和国の文化人（* 1919年）
- 1月4日 - イヴァン・ガビジャン、クロアチア（旧ユーゴスラビア）の陸上選手、1948年ロンドンオリンピックハンマー投銀メダリスト（* 1923年）
- 1月4日 - 洪悦郎、建築学者・北海道大学名誉教授（* 1924年）
- 1月4日 - フランシス・コーワン、フランス領ポリネシアの実業家（* 1926年）
- 1月4日 - 小木曽法、日本の政治家、元北海道北村長（* 1926年）
- 1月4日 - 横川新、国際法学者、成城大学元学長（* 1936年）
- 1月4日 - 松浦千誉、法学者、拓殖大学名誉教授（* 1938年）
- 1月4日 - ゲルト・ヨンケ（Gert Jonke）、オーストリアの詩人・劇作家（* 1946年）
- 1月4日 - ボブ・ラザラス（Bob Lazarus）、アメリカ合衆国のコメディアン（* 1956年）
- 1月4日 - レオ・クライシュテルス、ベルギーの元サッカー選手、元同国代表選手（* 1956年）
- 1月4日 - ジゼール・サランディ、トリニダード・トバゴのプロボクサー（* 1987年）
- 1月5日 - カール・ポーラッド（Carl Pohlad）、アメリカ合衆国の銀行家、ミネソタ・ツインズオーナー（* 1915年）
- 1月5日 - グリフィン・ベル（Griffin Bell）、元アメリカ合衆国司法長官（* 1918年）
- 1月5日 - 川口秀子、日本舞踊家（* 1922年）
- 1月5日 - 日比野和幸、川柳家（* 1925年）
- 1月5日 - アドルフ・メルクレ（Adolf Merckle）、ドイツの実業家・富豪（* 1934年）
- 1月6日 - マヌエラ・フェルナンデス＝フォヤコ（Manuela Fernández-Fojaco）、スペインのスーパーセンテナリアン、長寿世界第4位の人物（* 1895年）
- 1月6日 - クロード・ジター（Claude Jeter）、アメリカ合衆国のゴスペル歌手（* 1914年）
- 1月6日 - ヴィヴィアン・デルラ・キエーザ（Vivian Della Chiesa）、アメリカ合衆国のオペラ歌手（ソプラノ）（* 1914年）
- 1月6日 - ロベルト・イロスファルヴィ（Robert Ilosfalvy）、ハンガリーのオペラ歌手（テノール）（* 1927年）
- 1月6日 - 杵屋三千寿、長唄唄方、獅子の時代出演（* 1927年）
- 1月6日 - 芦原千津子、元OSK日本歌劇団劇団員
- 1月7日 - 小西和人、週刊釣りサンデー元会長（* 1927年）
- 1月7日 - 南部利昭、南部家当主、靖国神社宮司（* 1935年）
- 1月7日 - 水野弘士、退役囲碁棋士（* 1936年）
- 1月7日 - レイ・デニス・スティックラー（Ray Dennis Steckler）、アメリカ合衆国の映画監督（* 1938年）
- 1月7日 - アレクサンドル・モロズ、ロシアのチェス選手（* 1961年）
- 1月7日 - アレックス・ヴァン・ヒールデン（Alex van Heerden）、南アフリカのミュージシャン（* 1975年）
- 1月8日 - ガストン・ルノートル（Gaston Lenôtre）、フランスのパティシエ（* 1920年）
- 1月8日 - 深沢邦朗、童画家（* 1923年）
- 1月8日 - 牟田悌三、日本の俳優（* 1928年）
- 1月8日 - 今川瑛一、経済学者、創価大学名誉教授（* 1937年）
- 1月8日 - ドン・ギャロウェイ（Don Galloway）、アメリカ合衆国の俳優（* 1937年）
- 1月8日 - デボラ・リーデル（Deborah Riedel）、オーストラリアのオペラ歌手（ソプラノ）（* 1958年）
- 1月9日 - 山形政男、山形屋元社長（* 1914年）
- 1月9日 - ジャン・サッシ、フランスの軍人（* 1917年）
- 1月9日 - 青木たつ、青木ボクシングジムオーナー（* 1916年）
- 1月9日 - ハリー・エンドウ（Harry Endo）、アメリカ合衆国の俳優（* 1921年）
- 1月9日 - 奥田道昭、指揮者（* 1927年）
- 1月9日 - トム・ヴァン・フランダーン（Tom Van Flandern）、アメリカ合衆国の天文学者（* 1940年）
- 1月9日 - デーヴ・ロバーツ（Dave Roberts）、アメリカ合衆国のプロ野球選手（投手）（* 1944年）
- 1月9日 - フランク・ウィリアムズ（Frank Williams）、アメリカ合衆国のプロ野球選手（* 1958年）
- 1月10日 - シドニー・ウッド、アメリカ合衆国のテニス選手（* 1911年）
- 1月10日 - ジョルジュ・クラヴァンヌ（Georges Cravenne）、フランスの映画監督、セザール賞創設者（* 1914年）
- 1月10日 - 山内豊二、農業経済学者、大阪府立大学名誉教授（* 1919年）
- 1月10日 - ピオ・ラギ（Pio Laghi）、イタリアの枢機卿（* 1922年）
- 1月10日 - アイバー・スペンサー（Ivor Spencer）、イギリスのバトラー・バトラー養成者（* 1924年）
- 1月10日 - 由良二郎、消化器外科医師、名古屋市立大学名誉教授（* 1928年）
- 1月10日 - コーシャ・ヴァン・ブリュッゲン（Coosje van Bruggen）、オランダ出身のアメリカ合衆国の彫刻家（* 1942年）
- 1月11日 - トム・オホーガン（Tom O'Horgan）、アメリカ合衆国の演出家（* 1926年）
- 1月11日 - ミラン・ルーフス（Milan Rúfus）、スロバキアの詩人（* 1928年）
- 1月11日 - レイ・ヨシダ（Ray Yoshida）、アメリカ合衆国の画家（* 1930年）
- 1月11日 - 福田繁雄、グラフィックデザイナー（* 1932年）
- 1月11日 - 中西立太、画家（* 1934年）
- 1月11日 - エペリ・ハウオファ（Epeli Hau'ofa）、フィジーの作家・人類学者（* 1939年）
- 1月11日 - 須藤真宏、プロフェッショナルボウリングプレイヤー（* 1971年）
- 1月11日 - アンディ・デマイズ（Andy DeMize）、アメリカ合衆国のドラマー、ネクロマンティックスメンバー（* 1983年）
- 1月11日 - ティエリー・ファン・ヴェルフェーケ（Thierry van Werveke）、ルクセンブルクの俳優（* 1958年）
- 1月12日 - アルネ・ネス、ノルウェーの哲学者（* 1912年）
- 1月12日 - クロード・ベリ、フランスの映画監督（* 1934年）
- 1月12日 - キック・ストックホイセン、オランダの政治家、声優、テレビ司会者（* 1930年）
- 1月13日 - ホーテンス・キャリッシャー（Hortense Calisher）、アメリカ合衆国の小説家（* 1911年）
- 1月13日 - 市川利夫、アイホン創業者（* 1917年）
- 1月13日 - プレストン・ゴメス（Preston Gómez）、アメリカ合衆国のプロ野球選手（* 1923年）
- 1月13日 - パトリック・マクグーハン、アイルランド系アメリカ人の俳優（* 1923年）
- 1月13日 - マンスール・ラフ＝バーニー（Mansour Rahbani）、レバノンの作曲家、ミュージカル音楽監督（* 1925年）
- 1月13日 - 星野徹、詩人、茨城大学名誉教授（* 1925年）
- 1月13日 - 小関治男、分子生物学者、京都大学名誉教授（* 1925年）
- 1月13日 - フォルケ・スンドクヴィスト/フォルケ・サンドクィスト（Folke Sundquist）、スウェーデンの俳優（* 1925年）
- 1月13日 - 行森光、体育学者、武庫川女子大学名誉教授（* 1932年）
- 1月13日 - ミハイル・ドンスコイ、計算機科学者（* 1948年）
- 1月14日 - リカルド・モンタルバン、メキシコの俳優（* 1920年）
- 1月14日 - ジェームス・ハヤット、カトリック司祭、心のともしび運動本部代表理事（* 1922年）
- 1月14日 - アンジェラ・モーレイ（Angela Morley）、イギリスの作曲家・指揮者（* 1924年）
- 1月14日 - ドゥシャン・ジャモニャ、クロアチアの彫刻家（* 1928年）
- 1月14日 - ゲンナジー・シャトコフ（Gennadiy Shatkov）、ソビエト連邦のボクサー、メルボルンオリンピック金メダリスト（* 1932年）
- 1月14日 - ヤン・カプリツキー（Jan Kaplický）、チェコ出身のイギリスの建築家（* 1937年）
- 1月14日 - 三好康之、日本教育テレビ→テレビ朝日元アナウンサー（* 1941年）
- 1月14日 - マイク・デリック（Mike Derrick）、アメリカ合衆国のプロ野球選手（* 1943年）
- 1月14日 - レオ・ルワブウォゴ、ウガンダのボクサー（* 1949年）
- 1月14日 - 高窪統、工学者、中央大学教授（* 1963年）
- 1月14日 - アイマン・アルクルド、パレスチナのサッカー選手（* 1975年）
- 1月15日 - ヴェロニカ・ドゥダロワ、ロシアの指揮者（* 1916年）
- 1月15日 - トミー・ムニェイス（Tommy Muñiz）、プエルトリコのコメディアン・俳優（* 1922年）
- 1月15日 - 金益鉉、軍人、政治家（* 1922年）
- 1月15日 - 草野威、日本の政治家、元公明党衆議院議員、元横浜市会議員（* 1928年）
- 1月15日 - マイティ・デューク（The Mighty Duke）、トリニダードのカリプソニアン（* 1932年）
- 1月15日 - サイード・シッアーム（Said Seyam）、ハマース政府の内務大臣（* 1957年）

## （16日 - 31日）
- 1月16日 - 村橋俊介、化学者（* 1907年）
- 1月16日 - アンドリュー・ワイエス、アメリカ合衆国の画家（* 1917年）
- 1月16日 - ジョン・モーティマー、イギリスの弁護士・作家・脚本家（* 1923年）
- 1月16日 - 吉田正雄、日本の政治家、元日本社会党衆議院議員・元参議院議員（* 1923年）
- 1月16日 - ホワイティ・ミッチェル（Whitey Mitchell）、アメリカ合衆国のジャズベーシスト・喜劇作家（* 1932年）
- 1月16日 - 杉山正樹、文芸評論家（* 1933年）
- 1月16日 - 二上洋一、評論家（* 1937年）
- 1月16日 - 水野正幸、ホクト創業者・会長（* 1940年）
- 1月16日 - 椎橋金司、退役将棋棋士（* 1948年）
- 1月16日 - 館勝生、画家（* 1964年）
- 1月17日 - エドムンド・レオポルド・ド・ロスチャイルド、イギリスの銀行家（* 1916年）
- 1月17日 - 沈載德（심재덕）、大韓民国の元民選議会議員（* 1939年）
- 1月17日 - アーサー・ワイスバーグ（Arthur Weisberg）、アメリカ合衆国のファゴット奏者（* 1931年）
- 1月17日 - 森明彦、阪神タイガース元コンディショニングトレーナー（* 1957年）
- 1月18日 - キャスリーン・バイロン（Kathleen Byron）、イギリスの女優（* 1923年）
- 1月18日 - 吉岡甲子郎、化学者、東京大学名誉教授（* 1924年）
- 1月18日 - 陶伯鈞（陶伯鈞）、中華人民共和国人民解放軍将軍（* 1936年）
- 1月18日 - ヤン・ホラーク、ピアニスト、武蔵野音楽大学教授（* 1943年）
- 1月19日 - ビアトレス・ファーベ、アメリカ合衆国のスーパーセンテナリアン、長寿世界第二位の人物（* 1895年）
- 1月19日 - 川井義雄、日本の政治家、元北海道豊富町長（* 1920年）
- 1月19日 - 白滝康、能楽師（* 1926年）
- 1月19日 - ホセ・トーレス、プロボクサー、メルボルンオリンピック銀メダリスト（* 1936年）
- 1月19日 - ボブ・ブロートン、撮影監督（* 1917年）
- 1月19日 - 田中千香士、NHK交響楽団元コンサートマスター（* 1939年）
- 1月20日 - 南清彦、農業経済学者、和歌山大学名誉教授（* 1918年）
- 1月20日 - ディナ・ヴィエルニ（Dina Vierny）、ベッサラビア出身のモデル・画商（* 1919年）
- 1月20日 - デヴィッド"ファットヘッド"ニューマン（David "Fathead" Newman）、アメリカ合衆国のジャズサクソフォーン奏者（* 1933年）
- 1月20日 - ミッキー・ジー（Mickey Gee）、ウェールズのロックギタリスト（* 1944年）
- 1月21日 - ジャン・ジャド（Jean Jadot）、ベルギーのカトリック司教（* 1909年）
- 1月21日 - チャールズ・H・シニア（Charles H. Schneer）、アメリカ合衆国の映画監督（* 1920年）
- 1月21日 - 谷川敏朗、良寛研究者（* 1929年）
- 1月21日 - 川口健治、画家、岩国短期大学教授（* 1938年）
- 1月21日 - ペーター・ペルシディス（Peter Persidis）、オーストリアのサッカー選手（* 1947年）
- 1月21日 - ヘルマン・ヴィンクラー、ドイツのテノール（* 1924年）
- 1月22日 - ビリー・ワーバー（Billy Werber）、野球選手、ベーブ・ルースのチームメイト最後の生き残り（* 1908年）
- 1月22日 - 橋本郁雄、学習院大学名誉教授（* 1923年）
- 1月22日 - 梁羽生、中華人民共和国の小説家（* 1924年）
- 1月22日 - ダレル・サンディーン（Darrell Sandeen）、アメリカ合衆国の俳優（* 1930年）
- 1月22日 - 三浦洋一、ピアニスト（* 1933年）
- 1月23日 - ジョージ・パール（George Perle）、アメリカ合衆国の作曲家（* 1915年）
- 1月23日 - エクトル・ロセット、アルゼンチンのチェス選手（* 1922年）
- 1月23日 - イズ・ジ・ウィズ、グラフィティライター（* 1931年）
- 1月23日 - 鳥海永行、アニメーション監督（* 1941年）
- 1月24日 - マリー・グローリー、フランスの女優（* 1905年）
- 1月24日 - 萩谷朴、国文学者、大東文化大学・二松学舎大学名誉教授（* 1917年）
- 1月24日 - レナード・ガスキン（Leonard Gaskin）、アメリカ合衆国のジャズベーシスト（* 1920年）
- 1月24日 - カール・コラー、オーストリアのサッカー選手（* 1929年）
- 1月24日 - ジェラール・ブラン（Gérard Blanc）、フランスの歌手・ギタリスト（* 1947年）
- 1月24日 - フェルナンド・コルネホ（Fernando Cornejo）、チリのサッカー選手（* 1969年）
- 1月24日 - 笹井宏之、歌人（* 1982年）
- 1月24日 - マリアナ・ブリディ・ダ・コスタ、ブラジルのモデル（* 1988年）
- 1月25日 - ママドゥ・ジャ（Mamadou Dia）、元セネガル首相（* 1910年）
- 1月25日 - 張啓仲（張啟仲）、中華民国の政治家、元台中市長（* 1916年）
- 1月25日 - ココロ、ナイジェリアのミュージシャン（* 1925年）
- 1月25日 - エヴァルト・コーイマン（Ewald Kooiman）、オランダのオルガニスト（* 1938年）
- 1月25日 - 大口広司、ドラマー・俳優（* 1950年）
- 1月25日 - 手島慶介、日本の競輪選手（* 1975年）
- 1月25日 - 藤田松吉、タイで日本兵の遺骨収拾に尽力した人物（* 1918年）
- 1月25日 - ジョン・ニッセル、神父、上智大学教授（* ?年）
- 1月26日 - 市川茂孝、生殖学者、大阪府立大学名誉教授（* 1921年）
- 1月26日 - 中井博、工学者、大阪市立大学名誉教授（* 1921年）
- 1月26日 - 張露（張露）、中華民国（重慶蔣介石政権時代）の歌手（* 1932年）
- 1月26日 - 橋本靖正、スポーツニッポン新聞社顧問・元大阪本社代表取締役社長（* 1941年）
- 1月27日 - ラマスワミ・ヴェーンカタラーマン（Ramaswamy Venkataraman）、元インド大統領（* 1910年）
- 1月27日 - 井下田浩、薬化学者、昭和大学名誉教授（* 1922年）
- 1月27日 - ブレア・レント（Blair Lent）、アメリカ合衆国の絵本作家（* 1930年）
- 1月27日 - クリスティアン・エンツェンスベルガー（Christian Enzensberger）、ドイツの作家（* 1931年）
- 1月27日 - ジョン・アップダイク、アメリカ合衆国の作家（* 1932年）
- 1月27日 - 柿澤弘治、日本の政治家、大蔵官僚、元衆議院議員、元参議院議員、第117代外務大臣、自由党（柿澤自由党）党首、自由連合代表（* 1933年）
- 1月27日 - ミーノ・レイターノ（Mino Reitano）、イタリアの歌手（* 1944年）
- 1月27日 - シャラット・サルダナ（Sharat Sardana）、イギリスの脚本家（* 1968年）
- 1月28日 - 井出よしの、日本のスーパーセンテナリアン、世界第9位、日本第4位の長寿（* 1896年）
- 1月28日 - ジーン・コーベット（Gene Corbett）、アメリカ合衆国のプロ野球選手（* 1913年）
- 1月28日 - 阿匹婆（阿匹婆）、中華民国の映画俳優（* 1918年）
- 1月28日 - 中井和子、国文学者、京都府立大学名誉教授（* 1927年）
- 1月28日 - 降旗節雄、経済学者、帝京大学名誉教授（* 1930年）
- 1月28日 - グレン・デービス、アメリカ合衆国の陸上競技選手（* 1934年）
- 1月28日 - 青山孝史、日本の歌手、フォーリーブスのメンバー（* 1951年）
- 1月28日 - SABE、日本の漫画家（* 1968年）
- 1月28日 - ビリー・パウエル（Billy Powell）、アメリカ合衆国のキーボーディスト、元レーナード・スキナードメンバー（* 1952年）
- 1月28日 - エンジェル・ワイナイナ、ケニアの女優、ラッパー、ラジオパーソナリティ（* 1983年）
- 1月29日 - エリオ・グレイシー、ブラジリアン柔術家（* 1913年）
- 1月29日 - 竹田四郎、日本の政治家、元日本社会党参議院議員、元神奈川県議会議員（* 1918年）
- 1月29日 - フランソワ・ヴィリエ、フランスの映画監督（* 1920年）
- 1月29日 - 分銅惇作、国文学者、元実践女子大学学長（* 1924年）
- 1月29日 - パウル・アクイリナ、マルタの作家（* 1929年）
- 1月29日 - ハンク・クロフォード（Hank Crawford）、アメリカ合衆国のジャズ・R&Bサクソフォーン奏者（* 1934年）
- 1月29日 - 今泉幸雄、日本の元プロ野球選手（* 1938年）
- 1月29日 - ジョン・マーティン（John Martyn）、イギリスの歌手・作詞家（* 1948年）
- 1月29日 - ギュラ・パローツィ（Gyula Pálóczi）、ハンガリーの陸上競技選手（* 1962年)
- 1月30日 - 森岡貞香、歌人（* 1916年）
- 1月30日 - 内村剛介、ロシア文学者（* 1920年）
- 1月30日 - 石井登喜夫、歌人（* 1925年）
- 1月30日 - インゲマル・ヨハンソン、スウェーデンのプロボクサー、元ヘビー級世界王者（* 1932年）
- 1月30日 - テディ・メイヤー、アメリカ合衆国出身の実業家（* 1935年）
- 1月30日 - マイク・フランシス（Mike Francis）、イタリアのポップ・ミュージシャン（* 1961年）
- 1月31日 - エルランド・フォン・コック、スウェーデンの作曲家（* 1910年）
- 1月31日 - ハリー・ヒル（Harry Hill）、イギリスの自転車競技選手、ベルリンオリンピック銅メダリスト（* 1916年）
- 1月31日 - リーノ・アルダーニ（Lino Aldani）、イタリアのSF作家（* 1926年）
- 1月31日 - クリント・リッチー（Clint Ritchie）、アメリカ合衆国の俳優（* 1938年）
- 1月31日 - デューイ・マーティン（Dewey Martin）、カナダのドラマー、バッファロー・スプリングフィールドメンバー（* 1940年）
- 1月31日 - 田野保雄、眼科医、大阪大学教授（* 1948年）